# La Mintzita
La Mintzita är en ort i Mexiko.   Den ligger i kommunen Morelia och delstaten Michoacán de Ocampo, i den södra delen av landet, 230 km väster om huvudstaden Mexico City. La Mintzita ligger 1 902 meter över havet och antalet invånare är 1 026.
Terrängen runt La Mintzita är varierad. La Mintzita ligger nere i en dal. Runt La Mintzita är det tätbefolkat, med 493 invånare per kvadratkilometer. Närmaste större samhälle är Morelia, 11,1 km nordost om La Mintzita. I omgivningarna runt La Mintzita växer huvudsakligen savannskog.